# الدوري الفنلندي الممتاز 2006
الدوري الفنلندي الممتاز 2006 (بالفنلندية: Veikkausliigan kausi 2006) هو موسم من الدوري الفنلندي الممتاز. فاز فيه تامبيري يونايتد.